# Świątynia Izydy w Pompejach
Świątynia Izydy w Pompejach – rzymska świątynia poświęcona bogini Izydzie, znajdująca się w Pompejach.

## Historia
Świątynia położona jest w dzielnicy teatralnej, obok palestry samnickiej. Pierwotna świątynia została wzniesiona przypuszczalnie pod koniec II wieku p.n.e. Zniszczona całkowicie w trzęsieniu ziemi w 62 roku n.e., została odbudowana od podstaw w imieniu sprawującego urząd dekuriona Numidiusa Popidiusa Celsinusa, wówczas zaledwie sześcioletniego chłopca. Jej ruiny odkopano w latach 60. XVIII wieku.

## Architektura
Zorientowana w kierunku wschodnim świątynia, posadowiona na wysokim podium, stała pośrodku niewielkiego dziedzińca otoczonego kolumnadą. Krótką, szeroką cellę poprzedzał wsparty na sześciu kolumnach przedsionek. Fasadę celli flankują dwie nisze, w których niegdyś znajdowały się posągi Izydy. Przy frontowych schodach stoi główny ołtarz. Po północnej stronie dziedzińca znajduje się mniejszy ołtarz, ze zwęglonymi w dniu wybuchu Wezuwiusza w 79 roku resztkami ofiary oraz ciałem mężczyzny, przypuszczalnie kapłana. Na tyłach budynku znajdowała się sala dla wtajemniczonych w kult, zaś od strony południowej niewielkie pomieszczenia dla kapłanów. W rogu dziedzińca znajdowała się ponadto niewielka, zdobiona stiukami świątynka, z podziemną salą, w której znajdował się zbiornik z wodą nilową. Cały okręg świątynny otoczony był wysokim murem, chroniącym odbywające się w niej misteria przed wzrokiem ulicznych przechodniów. W świątyni zachowały się liczne malowidła, przedstawiające pejzaże egipskie z krokodylami, ibisami i Pigmejami, jak również bóstwa egipskie: Anubisa, Harpokratesa, Ozyrysa, Besa.